# Takeshi Takeoka
Takeshi Takeoka (武岡毅, Takeoka Takeshi), né le 5 juin 1999, est un judoka japonais en activité évoluant dans la catégorie des moins de 66 kg. 

## Carrière sportive
Takeoka est vice-champion du monde junior aux mondiaux 2019, s'inclinant face au Brésilien Willian Lima.
Après avoir perdu contre l'Azerbaïdjanais Yashar Najafov en finale du tournoi du Grand Chelem à Bakou en 2023, il atteint sa deuxième finale au Grand Chelem à Paris début 2024, en battant son compatriote Jōshirō Maruyama. Trois mois plus tard, les deux judokas japonais, Tanaka et Takeoka s'affrontent en finale des Championnats du monde à Abou Dabi, finale remportée par son adversaire.
Il remporte aussi en décembre 2024 le Grand chelem de Tokyo et s'impose à Bakou en 2025. Lors des Championnats du monde en juin 2025, il remporte le titre en se défaisant en finale du Tadjik Nurali Enomali.

## Palmarès

### Compétitions internationales
| Année | Compétition           | Lieu      | Résultat | Catégorie      |
| ----- | --------------------- | --------- | -------- | -------------- |
| 2024  | Championnats du monde | Abou Dabi | 2e       | Moins de 66 kg |
| 2025  | Championnats du monde | Budapest  | 1er      | Moins de 66 kg |